# Seth Gilliam

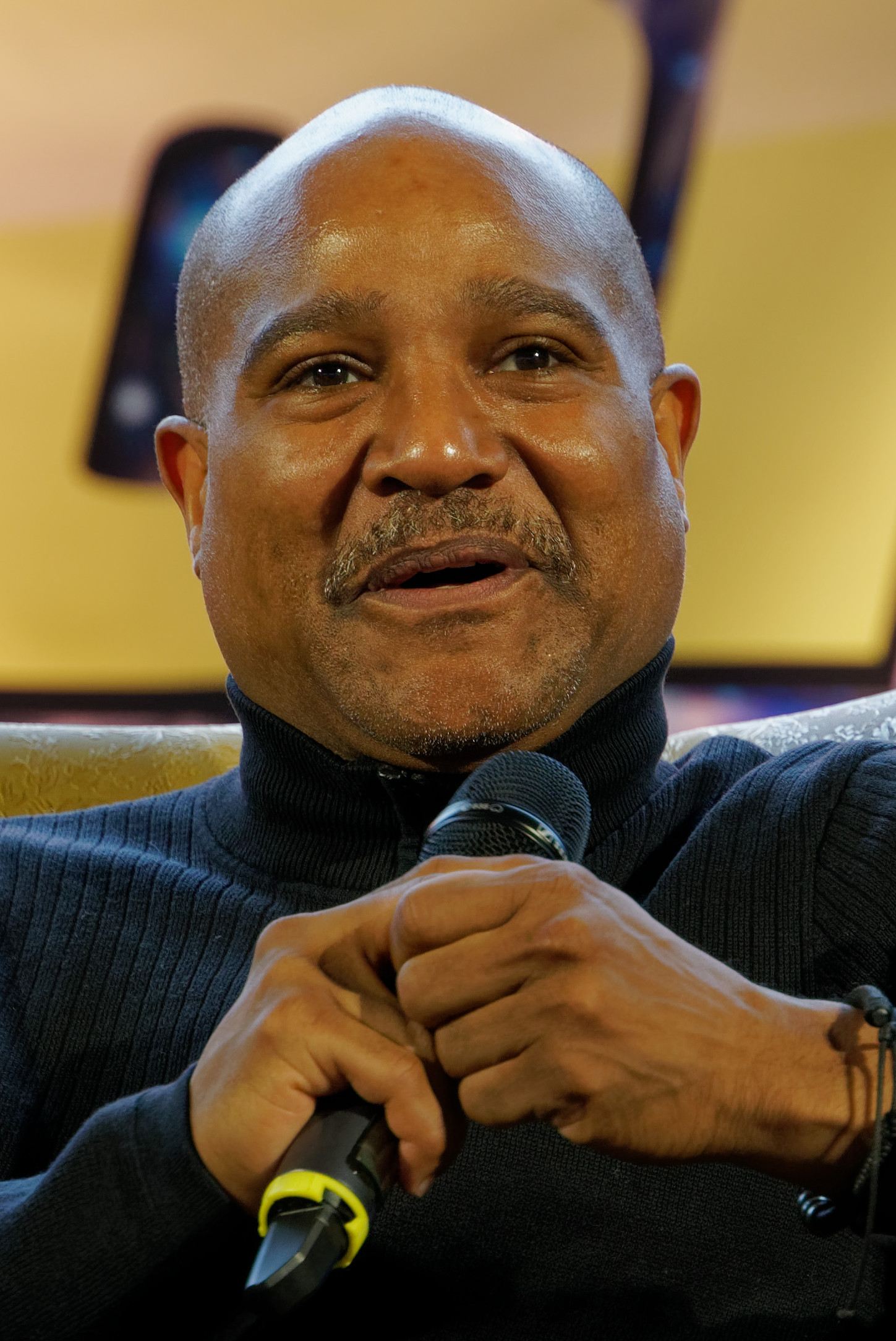
Seth Gilliam februari 2020.

Seth Gilliam, född 5 november 1968 i New York, är en amerikansk skådespelare. Han är mest känd för sina roller som polisen Ellis Carver i TV-serien The Wire (2002–2008) och Gabriel Stokes i The Walking Dead.

## Filmografi i urval
- 1990–1991 – Cosby (TV-serie) (tre avsnitt)
- 1993 – Mr. Wonderful
- 1995 – Jefferson i Paris
- 1996 – I sanningens namn
- 1997 – Starship Troopers
- 1999–2001 – Oz (TV-serie) (17 avsnitt)
- 2002 – Personal Velocity: Three Portraits
- 2002–2008 – The Wire (TV-serie) (60 avsnitt)
- 2005 – The Great New Wonderful
- 2007 – The Bronx Is Burning (TV-miniserie, ett avsnitt)
- 2009 – Har du hört ryktet om Morgans?
- 2011–2017 – Teen Wolf (TV-serie) (43 avsnitt)
- 2012 – Person of Interest (TV-serie) (avsnittet "Identity Crisis")
- 2014 – Still Alice
- 2014–2020 – The Walking Dead (TV-serie) (51 avsnitt)